# Menzura
Menzura (od łac. mensura – „miara”, „wymiar”) – w instrumentologii, ogół relacji metrycznych pomiędzy dźwiękotwórczymi elementami instrumentów muzycznych.
W przypadku chordofonów szyjkowych pomiary menzury dotyczą głównie czynnej długości struny drgającej, czyli odległość między siodełkiem a mostkiem, a także odległości między dolną krawędzią płyty rezonansowej a górnym zagięciem otworu rezonansowego i między górną krawędzią płyty rezonansowej a podstawkiem.
W piszczałkach wargowych menzura oznacza stosunek długości do przekroju; w piszczałkach stroikowych stosunek długości do szerokości i grubości stroika.
W piszczałkach organowych wargowych menzura oznacza stosunek szerokości wewnętrznej piszczałki do jej długości oraz wymiary wycięcia i szczeliny; w języczkowych – wymiary języczka i kształt tuby rezonansowej.